# Echmiadzin
Vagharshapat (tiếng Armenia: Վաղարշապատ phát âm [vɑʁɑɾʃɑˈpɑt]), là thành phố lớn thứ tư của Armenia và là cộng đồng thành phố đông dân nhất của tỉnh Armavir, nằm cách thủ đô Yerevan khoảng 18 km (11 mi) về phía tây và 10 km (6 mi) phía bắc biên giới Thổ Nhĩ Kỳ-Armenia. Nó thường được gọi là Ejmiatsin (tiếng Armenia: Էջմիածին), cũng được đánh vần là Echmiadzin hoặc Etchmiadzin, đó là tên chính thức của thành phố từ năm 1945 đến năm 1995. Cái tên đó vẫn được sử dụng trong thông tục và văn phòng thư lại.
Thành phố được biết đến nhiều khi là trung tâm tôn giáo của Armenia, là nơi có Nhà thờ chính tòa Etchmiadzin nơi đặt tòa giám mục của Thượng phụ Toàn dân Armenia, người đứng đầu Giáo hội Chính thống giáo Armenia. Do đó, nó được gọi không chính thức là "Thành phố thiêng". và ở Armenia, nó chính là "thủ đô tinh thần" của đất nước. Đây từng là thành phố lớn và thủ đô của Vương quốc Armenia cổ đại, sau đó bị thu hẹp dần và trở thành một thị trấn vào đầu thế kỷ 20. Nó đã trải qua sự mở rộng lớn trong thời kỳ Xô Viết, khi trở thành một vùng ngoại ô của thành phố Yerevan. Dân số thành phố giảm đáng kể so với trước khi ước tính năm 2016, dân số của thành phố chỉ còn hơn 37.000 người. 

## Tên nguyên
Theo sử gia nổi tiếng Movses Khorenatsi, Vagharshapat được biết đến với tên Artimed có nguồn gốc từ vị thần Hy Lạp cổ đại, nữ thần săn bắn Artemis. Sau đó nó đổi tên thành Avan Vardgesi (Աւան Վարդգէսի, "Thị trấn của Vardges") hoặc Vardgesavan bởi hoàng tử Vardges Manouk, người đã xây dựng lại khu định cư gần bờ sông Kasagh, dưới triều đại của vua Orontes I Sakavakyats năm  560 TCN. Tuy nhiên, trong cuốn sách Wars of Justinian   của nhà sử học Procopius đã gọi thành phố là Valashabad, đặt theo tên vua Valash của Armenia. Cái tên sau đó được phát triển đổi  L thành Gh phổ biến trong tiếng Armenia. Movses Khorenatsi đề cập đến việc thành phố được xây dựng lại hoàn toàn bởi vua Vagharsh I và được biết đến là Noarakaghak (Thành phố mới), trước khi được đổi thành 'Vagharshapat

## Nhà thờ chính tòa Etchmiadzin
Tiêu điểm của thành phố về mặt lịch sử là Nhà thờ chính tòa Echmiadzin, một nhà thờ lâu đời nhất thế giới, được thánh Gregory xây như nhà thờ chinh tòa uốn vòm từ năm 301-303, khi đó Armenia là nước duy nhất trên thế giới mà Kitô giáo là quốc giáo.
Theo Sử biên niên của Armenia trong thế kỷ thứ 5, thánh Gregory đã nhìn thấy Chúa Kitô từ trời xuống cầm 1 búa vàng đập xuống đất, chỉ cho biết vị trí xây nhà thờ xhính tòa. Do đó, vị thượng phụ đặt tên mới cho nhà thờ và thành phố là Echmiadzin, có thể dịch nghĩa là "nơi đấng Sáng tạo Duy nhất ngự xuống".
Năm 480, Vahan Mamikonian, viên thủ hiến La mã cai trị Armenia, ra lệnh thay thế ngôi nhà thờ xiêu vẹo này bằng 1 nhà thờ mới hình thập tự.
Năm 618, vòm bằng gỗ của nhà thờ được thay bằng đá, tựa trên 4 cột đá nguyên khối, nối với các tường bên ngoài bằng các dãy cuốn (arcades), như hiện nay.
Các bức tranh tường bên trong và các gian phòng lớn hình tròn (rotundas) nối bao phủ bên ngoài gian cung thánh xuất hiện từ đầu thế kỷ 18. Một tháp chuông 3 tầng được xây trước đó nửa thế kỷ.
Xưa kia, nhà thờ chính tòa này có 1 bộ sưu tập lớn các bản thảo viết tay bằng tiếng Armenia từ thời trung cổ, nhưng nay đã chuyển giao cho Matenadaran (Viện nghiên cứu các bản viết tay cổ).
Ngay phía tây nhà thờ là đường phố Thánh Tiridates, dẫn tới dinh Thượng phụ nguy nga. Về phía đông bắc là Viện hàn lâm tôn giáo. Phía bắc nhà thờ có nhiều Khachkars (phiến đá khắc hình thánh giá).
Nhà thờ chính tòa Echmiadzin nằm trong danh sách Di sản thế giới của UNESCO.

## Các nhà thờ khác ở Echmiadzin

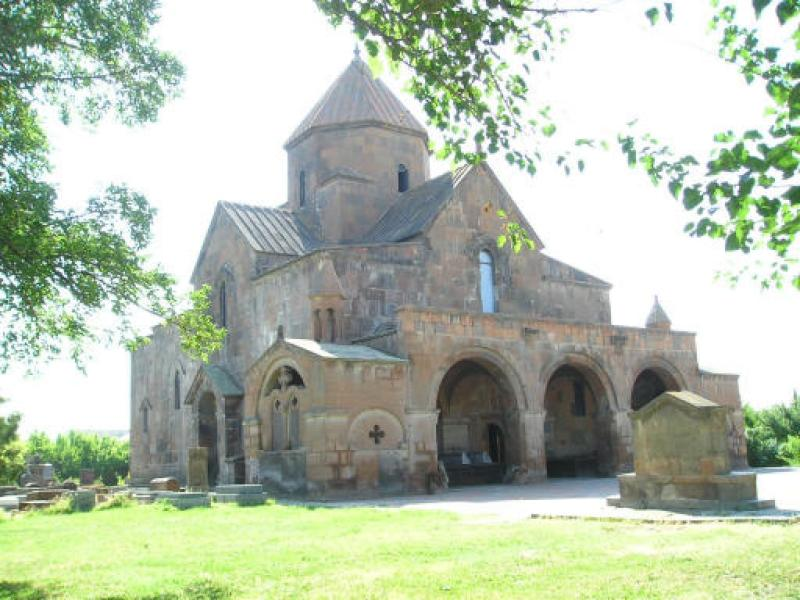
Nhà thờ thánh Gayane (630)

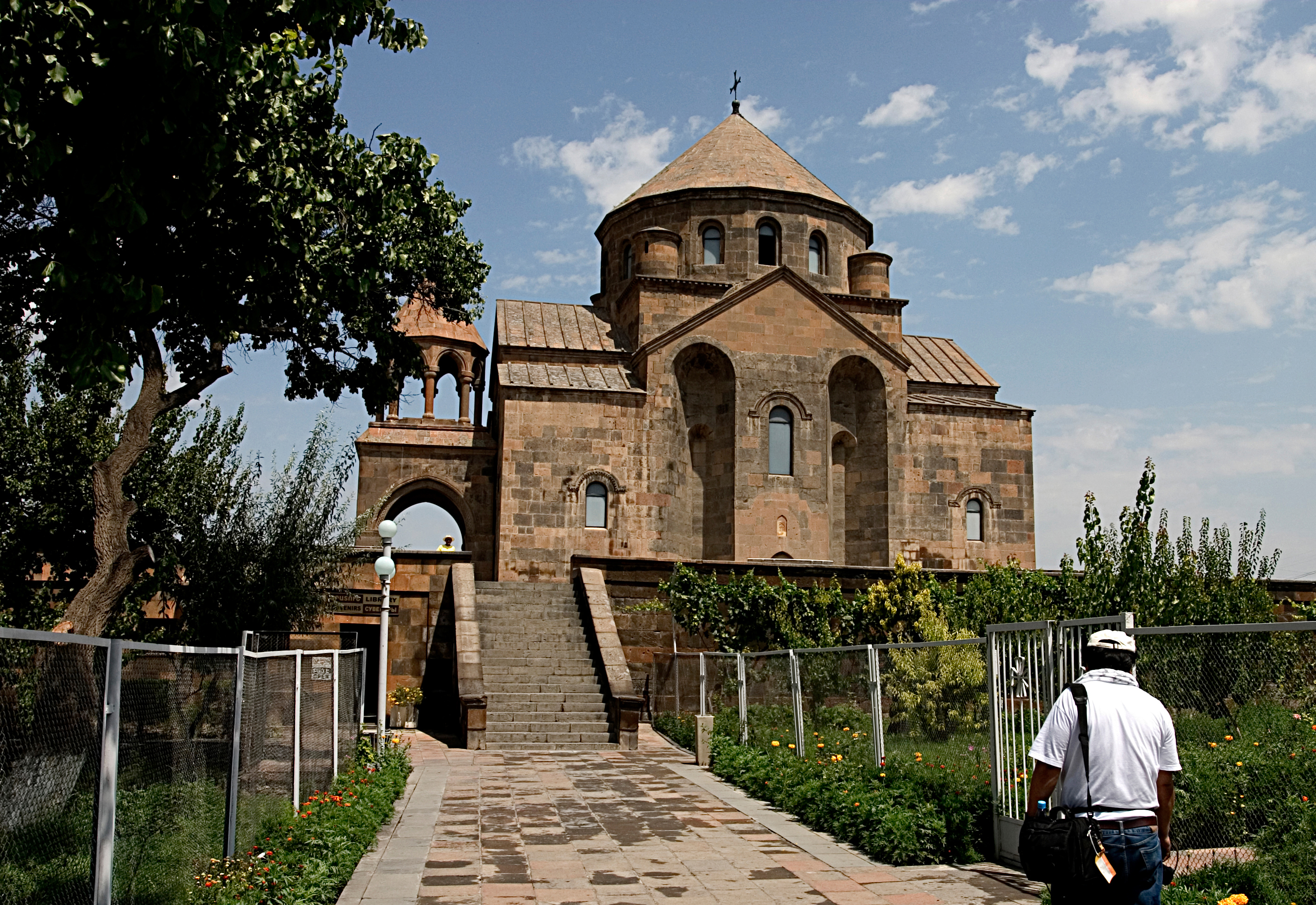
Nhà thờ thánh Hripsime

Ngoài nhà thờ chính tòa Echmiadzin, thành phố Echmiadzin còn có 2 nhà thờ quan trọng và rất lâu đời:
- Nhà thờ thánh Gayane, nổi bật về sự cân đối hài hòa. Nhà thờ này được Catholicos (thượng phụ) Ezra xây năm 630. Kiểu kiến trúc vẫn y nguyên, mặc dù có mở rộng từng phần trong thế kỷ 17 cùng với việc tu bổ mái vòm và trần nhà.
- Nhà thờ thánh Hripsime được xây năm 618 và về cơ bản không thay đổi. Đây được coi là một trong các nhà thờ lâu đời nhất Armenia còn tồn tại và nổi tiếng về kiểu kiến trúc tinh tế cổ điển của Armenia.
- Cách Echmiadzin vài cây số, là di chỉ khảo cổ nhà thờ chính tòa Zvartnots, nổi tiếng về kiểu dáng độc đáo. Nhà thờ này được Catholicos (thượng phụ) Nerses III (tên hiệu the Builder) xây dựng từ năm 643 tới năm 652, tại nơi được cho là thánh Gregory đã gặp vua Trdat III. Nhà thờ này được cung hiến cho thánh George.

Năm 930, nhà thờ này bị 1 trận động đất phá hủy, phế tích nằm trong lòng đất cho tới đầu thế kỷ 20 mới được khám phá. Di chỉ này dược khai quật từ năm 1900 tới 1907, lộ ra nền móng của nhà thờ cũng như di tích của dinh Catholicos (thượng phụ) và 1 xưởng rượu vang. Bên trong ngôi thánh đường có các tranh fresco này có dạng thập tự Hy Lạp với 3 cánh, trong khi bên ngoài là 1 hình đa giác 32 cạnh, nhìn xa như 1 hình tròn.
Các nhà thờ thánh Gayane, thánh Hrispsime và di chỉ khảo cổ Zvartnots - cũng như nhà thờ chính tòa Etchmiadzin - đều được ghi tên trong danh sách Di sản thế giới của UNESCO.

## Hình ảnh

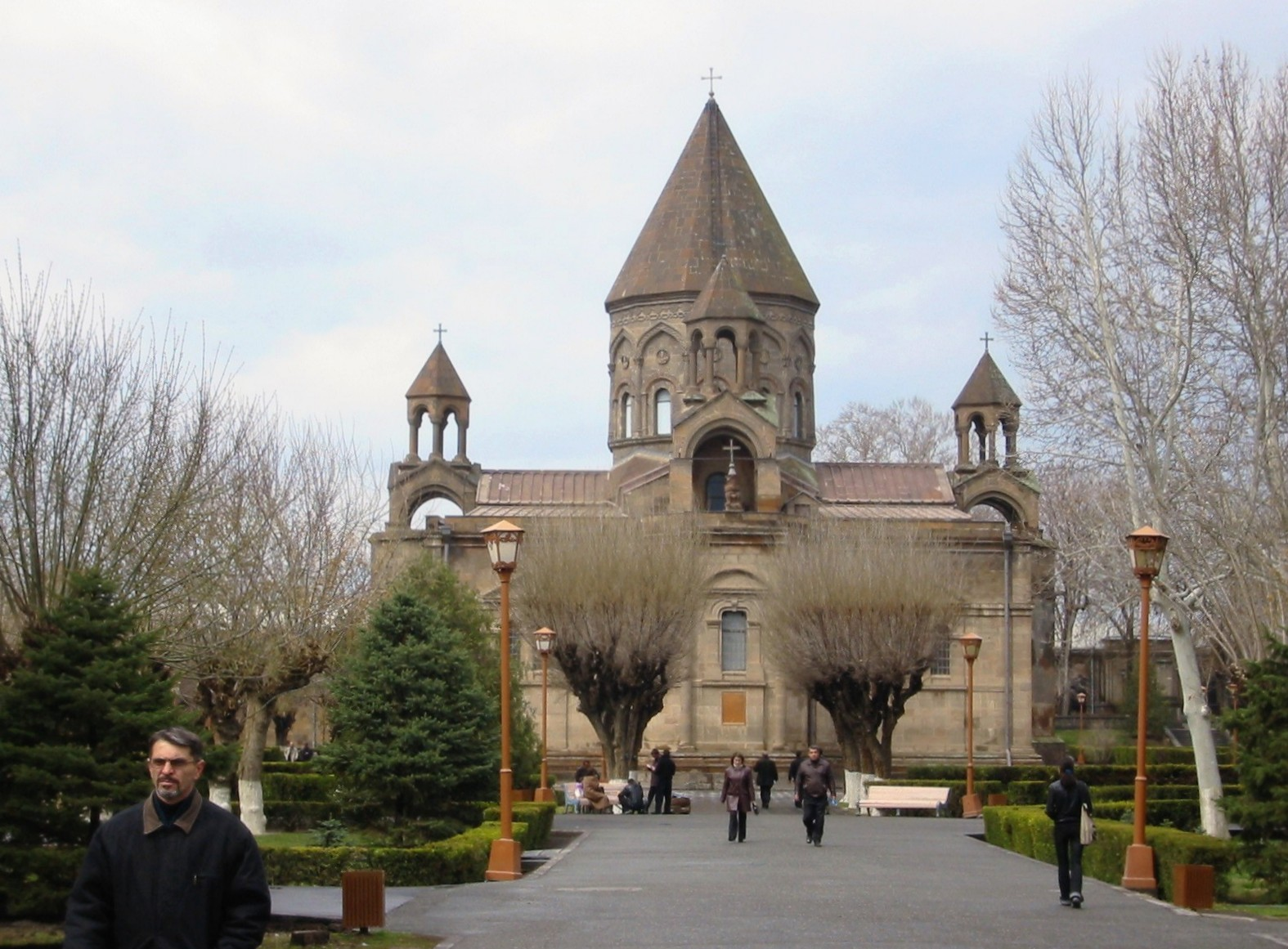
Nhà thờ chính tòa Echmiadzin.
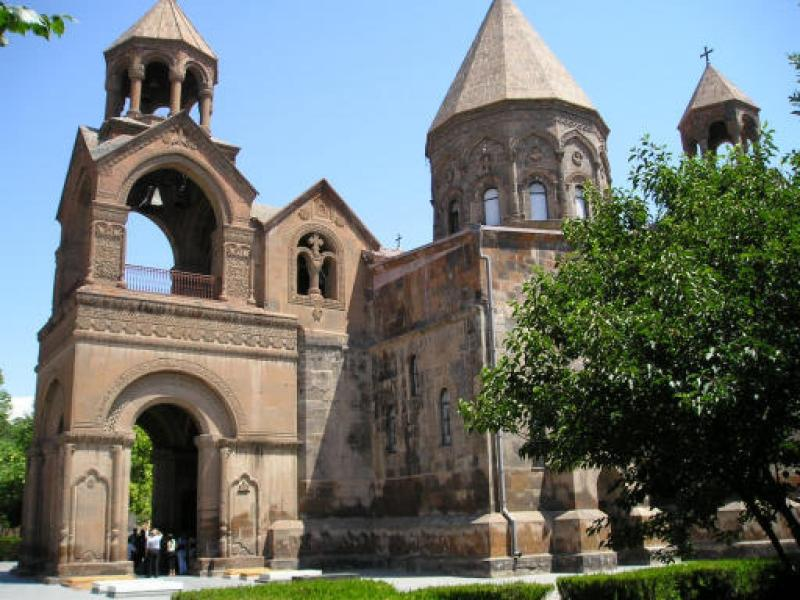
Tháp chuông.
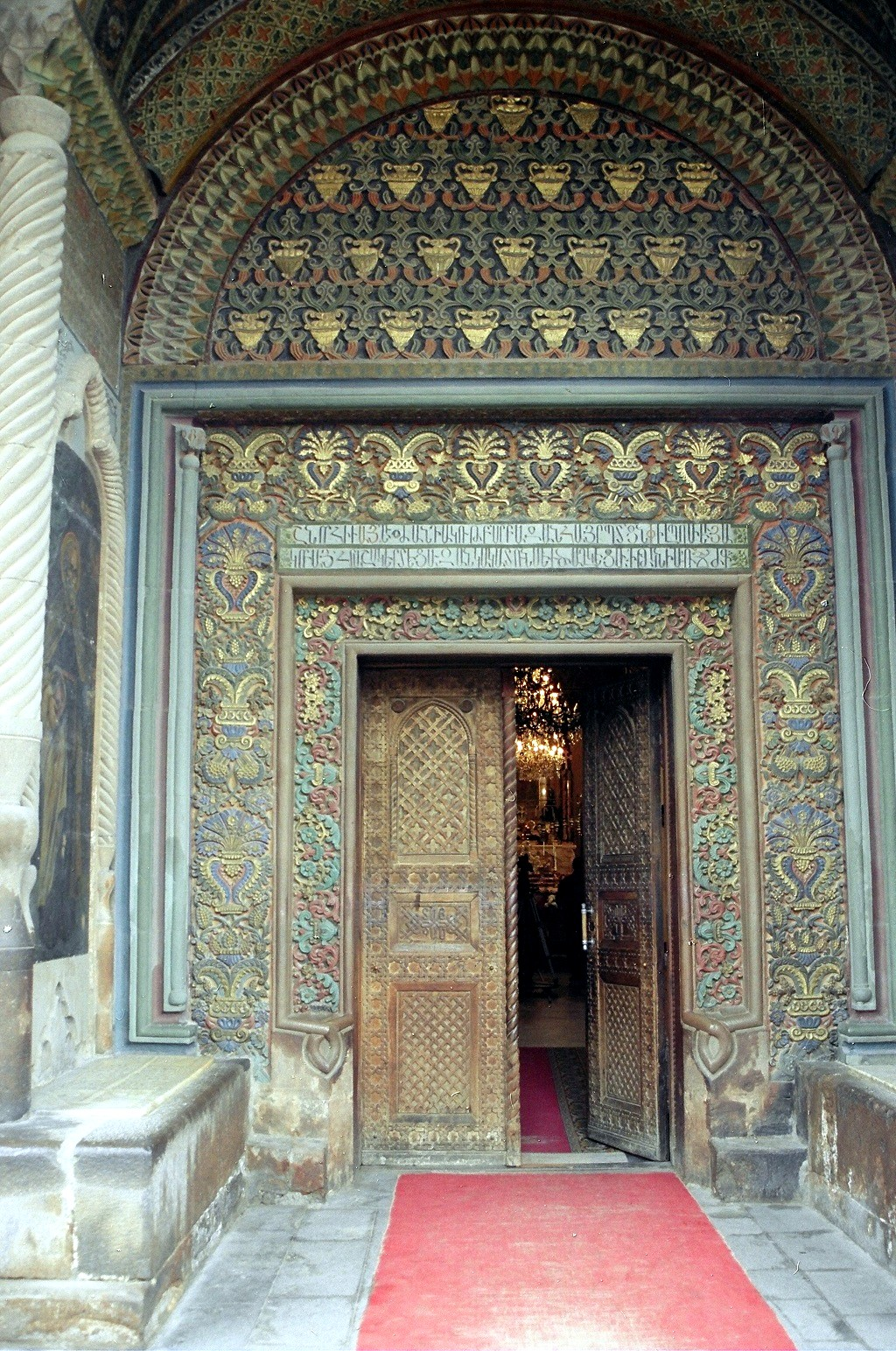
Lối vào nhà thờ chính tòa.
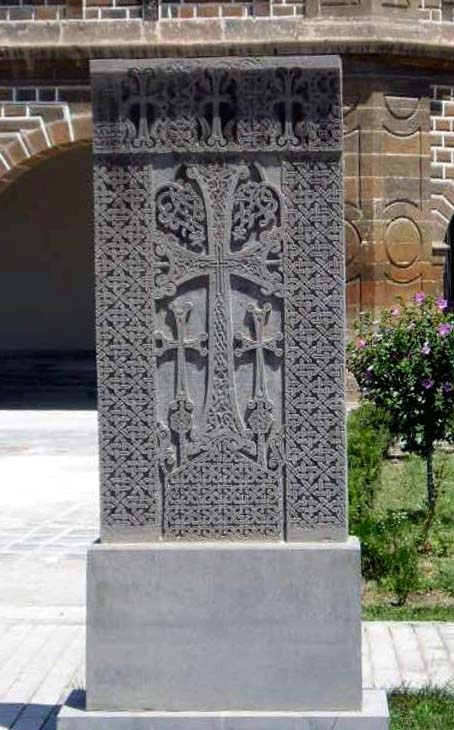
Một trong các khatchkar chung quanh nhà thờ.